# 波斯语课
《波斯语课》（德語：Persischstunden）是一部由俄罗斯、德国與白俄罗斯合拍的剧情片，改編自德國作家沃夫岡‧柯爾海斯所著的短篇小說《語言的發明》（Erfindung einer Sprache），由乌克兰裔美国导演瓦迪姆·佩爾曼执导，納韋爾·培瑞茲·比斯卡亞與拉爾斯·艾丁格主演。
该片曾入圍白俄罗斯代表参加第93屆奧斯卡金像獎最佳國際影片獎评选。然而，鉴于制作影片的大部分演职人员并非来自白俄罗斯，也不使用白俄罗斯官方语言拍摄，最終仍撤銷该片参选资格。

## 概要
在1942年納粹德國佔領下的法國，猶太人吉爾斯遭黨衛隊捕獲，他為了求生而偽裝自己是波斯人，逃過一劫後被送往集中營，原來納粹後勤軍官克勞斯正好想找人學波斯語，以便戰後到德黑蘭開設餐廳，便讓吉爾斯白天在廚房工作，晚上教他波斯語。吉爾斯對此一竅不通，但為了不讓謊言被揭穿，便自行創造其實並不存在的「假波斯語」，為克勞斯授課。

## 演员
- 纳韦尔·培瑞兹·比斯卡亚，饰演吉尔斯
- 拉爾斯·艾丁格，饰演克劳斯·科赫
- 乔纳斯·奈（英语：Jonas Nay），饰演马克斯
- 大卫·舍特，饰演保罗
- 亚历山大·贝叶尔，饰演集中营指挥官
- 安德烈亚斯·霍费尔（英语：Andreas Hofer (actor)），饰演副官冯·杜维茨
- 莱昂尼·贝内施，饰演艾尔莎

## 制作
这部电影的剧本最初是用俄语撰写，然后翻译成英语，最后翻译成德语。片中的“假波斯语”是一位俄罗斯语言学家发明的，有语法，还有600个单词。该片全部在白俄罗斯境内拍摄完成。

## 发行
《波斯语课》在2020年的柏林国际电影节上举行了全球首映，于2021年3月19日在中国大陆上映。获提名第34届中国电影金鸡奖最佳外语片奖。